# Gaius Norbanus Flaccus (Konsul 24 v. Chr.)
Gaius Norbanus Flaccus war ein römischer Politiker und Senator.
Flaccus gehörte der Nobilität an und war Sohn des Gaius Norbanus Flaccus, der im Jahr 38 v. Chr. Konsul gewesen war. Das gute Verhältnis, das zwischen Augustus und dem älteren Flaccus bestand, übertrug sich auch auf dessen Sohn. Im Jahr 24 v. Chr. wurde Flaccus ordentlicher Konsul und 18/17 oder 17/16 wurde er Prokonsul der Provinz Asia. Ferner war Flaccus Mitglied im Priesterkollegium der Quindecimviri sacris faciundis.
Seine Ehefrau war Cornelia. Seine Kinder waren Gaius Norbanus Flaccus und Lucius Norbanus Balbus, Konsuln im Jahr 15 bzw. 19, sowie Norbana Clara.